# 朱巴龙乡
朱巴龙乡（藏語：གྲུ་བ་ནང，意为“渡口”），是中华人民共和国西藏自治区昌都市芒康县下辖的一个乡镇级行政单位。与四川甘孜巴塘县的竹巴龙乡隔金沙江相望，“竹巴龙”与“朱巴龙”均为藏语（“渡口”）但因为分属不同行政区域，故在用字上区别。是从四川进入西藏的第一站。

## 行政区划
朱巴龙乡下辖以下地区：
达嘎顶村、草地村、朱巴龙村、松瓦村和西松村。